# ريفارولو كانافيزي
ريفارولو كانافيزي هي بلدية (بلدية) في مدينة تورينو الحضرية وهيا في منطقة بيدمونت الإيطالية ، والتي تقع على بعد حوالي 30 كيلومتر (19 ميل) شمال تورينو .

## المعالم السياحية الرئيسية
- قلعة Malgrà (القرن الرابع عشر) ، بناها كونتات سان مارتينو الذي كان يحكمها في ذلك الوقت الكانافيين .
- سان ميشيل أركانجيلو : تم بناء هذه الكنيسة عام 1759 باستخدام تصميم برناردو أنطونيو فيتوني . لها قبة مثمنة الشكل مزينة بالجص.
- كنيسة ودير سان فرانشيسكو. يضم لوحة جدارية من عشق الطفل لجيوفاني مارتينو سبانزوتي

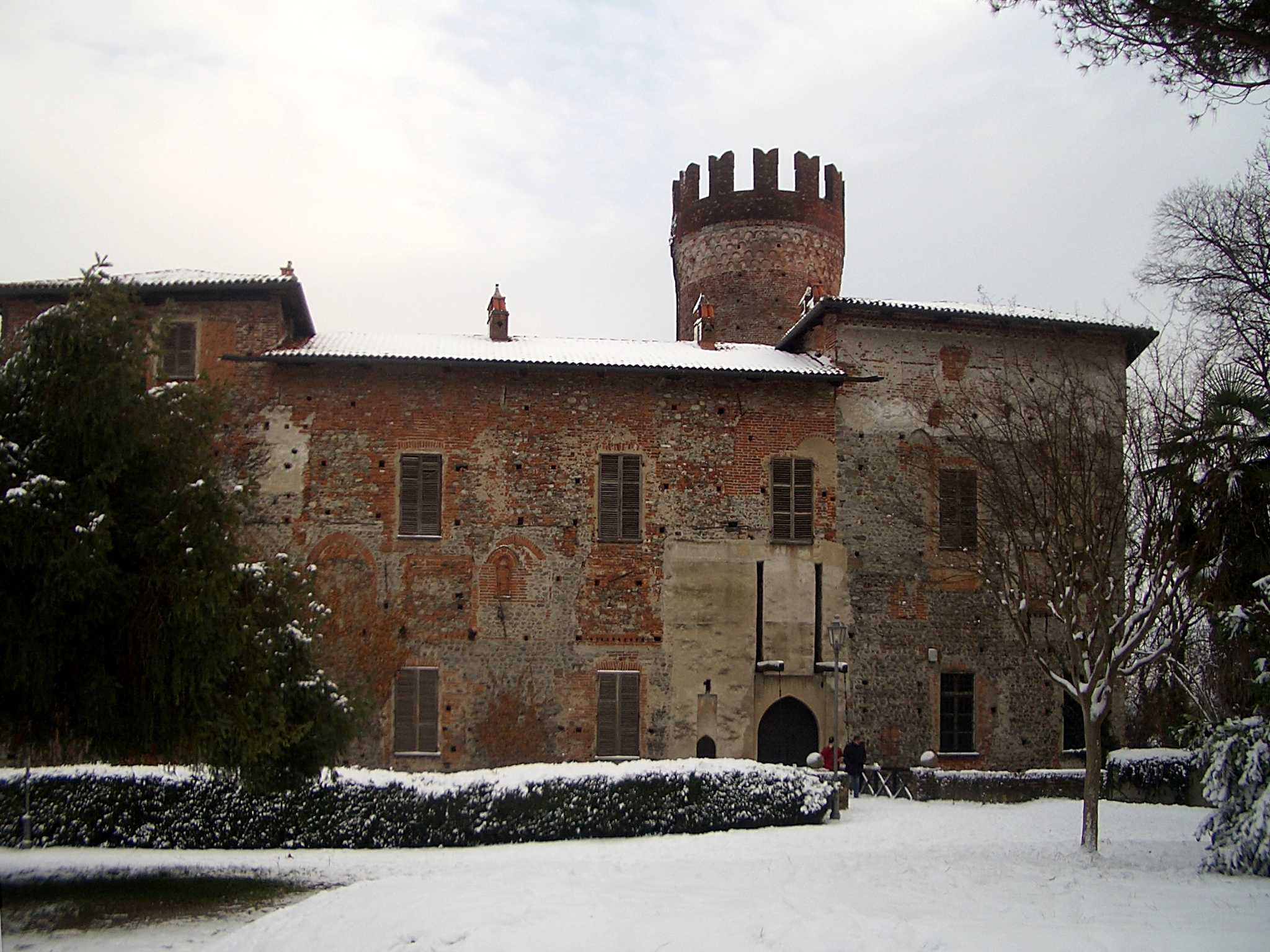
قلعة مالغرا.

## المدن التوأم
- Sunchales, Argentina, since 2000

## روابط خارجية
- الموقع الرسمي